# 五龍小鰾鮈
五龍小鰾鮈（学名：Microphysogobio wulonghensis）为輻鰭魚綱鯉形目鲤科小鰾鮈屬的其中一種，該物種分布於亞洲中國山東省五龍河流域，棲息在底中層水域。

## 扩展阅读
維基物種上的相關：五龍小鰾鮈